# December 9.
December 9. az év 343. (szökőévben 344.) napja a Gergely-naptár szerint. Az évből még 22 nap van hátra.
Névnapok: Natália + Ábel, Delila, Filotea, Gardénia, Georgina, Gina, Györe, György, Györgyi, Györgyike, Györk, Györke, Leona, Natali, Natasa, Noella, Péter, Pető, Piládész, Üdvöske, Valéria, Zsorzsett

## Események
- 1687 – Kilencéves korában megkoronázzák I. József magyar királyt (1705-től német-római császár).
- 1842 – Mihail Ivanovics Glinka operája, a „Ruszlán és Ludmilla” bemutatkozik Szentpéterváron
- 1848 – Az erdélyi Köpec községet a Heydte császári kapitány dragonyosai által fedezett szász és román népfelkelők felgyújtják, 61 székely lakost lemészárolnak.
- 1905 – Drezdában bemutatják Richard Strauss operáját, a „Salome”-t.
- 1917 – A török csapatok feladják Jeruzsálemet, így az brit fennhatóság alá kerül.
- 1917 – Románia fegyverszünetet köt a központi hatalmakkal.
- 1924 – Magyarország és Hollandia Ipari szerződést ír alá.
- 1931 – Spanyolországban megalakul a II. Köztársaság.
- 1941 – Kína hadat üzen Japánnak, Németországnak és Olaszországnak.
- 1948 – A MAORT perben kihirdetik az ítéleteket.
- 1954 – Dmitrij Dmitrijevics Sosztakovicsot tagjai közé fogadja a Svéd Királyi Zeneakadémia.
- 1961 – Tanzánia függetlenné válik.
- 1966 – Barbados az ENSZ tagja lesz.
- 1967 – Nicolae Ceaușescu Románia elnöke lesz.
- 1971 – Az Egyesült Arab Emírségek az ENSZ tagja lesz.
- 1977 – Elkészül a Körösök vízlépcsőrendszere, miután átadják ennek utolsó tagját, a körösladányi duzzasztóművet.
- 1987 – Az USA és a Szovjetunió szerződést köt az atomrobbantások kölcsönös megfigyelésére.
- 1988 – Szovjet és amerikai után elsőként egy francia (Jean-Loup Chrétien) űrhajós végez űrsétát a Mir űrállomásról.
- 1988 - Felszáll az első JAS 39 Gripen negyedik generációs könnyű vadászbombázó repülőgép.
- 1990 – Lengyelországban Lech Wałęsát választják köztársasági elnöknek (közvetlen választás útján).
- 1990 – Szerbiában Slobodan Milošević nyeri meg első szabad demokratikus választást.
- 2004 – A szegedi József Attila Tanulmányi és Információs Központ (JATIK) hivatalos megnyitása.
- 2007 – Az Irakba látogató Gordon Brown brit kormányfő bejelenti, hogy a dél-iraki Baszra tartományt átadják az iraki biztonsági erőknek, és a 4 500 fős brit katonai kontingens 2009 közepéig 2 500-ra fogyatkozik.

## Születések
- 1608 – John Milton angol költő († 1674)
- 1679 – Bezerédj Imre ezredes, kuruc brigadéros († 1708)
- 1717 – Johann Joachim Winckelmann német régész, művészettörténész, szakíró, a tudományos archeológia megalapozója († 1768)
- 1742 – Carl Wilhelm Scheele svéd vegyész, a Scheele-zöld névadója († 1768)
- 1772 – Kiss Bálint református lelkész, történész, pedagógus, az MTA tagja († 1853)
- 1842 – Pjotr Alekszejevics Kropotkin orosz herceg, földrajztudós, a darwini evolúciós elmélet híve († 1921)
- 1847 – Lipthay Sándor magyar vasútépítő mérnök, az MTA tagja († 1905)
- 1868 – Fritz Haber Kémiai Nobel-díjas német kémikus, fizikus († 1934)
- 1869 – Csorba György magyar matematikus, fizikus és tanár († 1945)
- 1878 – Révész Géza zenepszichológus, hangfiziológus († 1955)
- 1885 – Uzonyi György magyar ügyvéd, országgyűlési képviselő († 1967)
- 1901 – Ödön von Horváth (Edmund Josef von Horváth), osztrák drámaíró, elbeszélő († 1938)
- 1902 – Margaret Hamilton amerikai színésznő († 1985)
- 1904 – Horthy István (Vitéz Nagybányai Horthy István) Horthy Miklós kormányzó idősebb fia, kormányzóhelyettes, gépészmérnök, repülő főhadnagy († 1942)
- 1906 – Grace Murray Hopper admirális, amerikai matematikusnő, a számítógép-tudomány egyik úttörője († 1992)
- 1914 – Bakos László magyar orvos, reumatológus († 1991)
- 1915 – Elisabeth Schwarzkopf német opera-énekesnő (szoprán) († 2006)
- 1916
  - Irving J. Good (Irving John (Jack) Good) angol statisztikus, aki kriptográfusként és fejlesztőként részt vett a Colossus számítógép kifejlesztésében a Bletchley Park-ban († 2009)
  - Kirk Douglas Oscar-díjas amerikai színész († 2020)
- 1917 – Antal György Liszt Ferenc-díjas magyar karnagy († 2007)
- 1920 – Doug Serrurier (Louis Douglas Serrurier) dél-afrikai autóversenyző († 2006)
- 1926
  - Ed Elisian (Edward Gulbeng Elisian) amerikai autóversenyző († 1959)
  - Henry Way Kendall Nobel-díjas amerikai részecskefizikus († 1999).
- 1927 – Tábori András magyar újságíró, szerkesztő († 1989)
- 1928 – André Milhoux belga autóversenyző
- 1929 – John Cassavetes görög–amerikai színész, forgatókönyvíró és rendező († 1989)
- 1934
  - Garas Dezső Kossuth- és Jászai Mari-díjas magyar színész, a nemzet színésze († 2011)
  - Judi Dench brit színésznő, BAFTA-díjas
  - Kun Zsuzsa Kossuth- és Liszt Ferenc-díjas magyar táncművész, balettmester, balettigazgató, a Halhatatlanok Társulatának örökös tagja († 2018)
  - Wayne Weiler amerika autóversenyző († 2005)
- 1936 – Ben Pon (Bernardos Marimus Ben Pon) holland autóversenyző († 2019)
- 1939 – Zoltán Tamás magyar ötvös iparművész
- 1941
  - Beau Bridges (er. Lloyd Vernet Bridges) Emmy-díjas amerikai színész
  - Hegedűs István Széchenyi-díjas magyar hídépítő mérnök, egyetemi tanár
- 1942 – Krasznói Klára magyar színésznő
- 1946 – Sonia Gandhi olasz származású indiai politikus
- 1947 – Pósa Lajos magyar matematikus
- 1949 – Fernando Parrado uruguayi televíziós személyiség, az 1972 októberi andoki légiszerencsétlenség egyik túlélője
- 1950
  - Ferenczi Krisztina magyar színésznő, író, újságíró († 2015)
  - Zalányi Gyula magyar színész
- 1952
  - Michael Dorn amerikai színész
  - Stefanidu Janula görög származású magyar énekesnő
- 1953
  - Dörner György Kossuth-díjas magyar színész
  - John Malkovich amerikai színész, filmrendező
- 1955 – Katona Zoltán magyar színész
- 1956 – Jean-Pierre Thiollet francia esszéista, szakíró, újságíró
- 1961 – Solymosi-Tari Emőke magyar zenetörténész, zenepedagógus, zenekritikus, szakújságíró
- 1966 – Gideon Szaár izraeli politikus, belügyminiszter
- 1967 – Joshua Bell amerikai hegedűművész
- 1969 – Bixente Lizarazu francia világbajnok labdarúgó
- 1971 – Alekszandr Babcsenko kirgiz sportlövő, olimpikon
- 1972 – Tré Cool a Green Day dobosa
- 1977 – Tóth Barnabás magyar színész, filmrendező, producer
- 1980
  - Matthias Lanzinger osztrák alpesi síző
  - Simon Helberg amerikai színész
- 1983 – Dunajcsik Mátyás magyar költő, író, műfordító, kritikus
- 1985 – Szabó Lajos magyar színész
- 1987
  - Czakó Julianna Domján Edit-díjas magyar színésznő
  - Rácz Attila magyar tornász
  - Szalai Ádám magyar válogatott labdarúgó

## Halálozások
- 1437 – Luxemburgi Zsigmond magyar király, cseh király, német-római császár (* 1368)
- 1536 – Foix-Candale-i Margit saluzzói őrgrófné, Candale-i Anna magyar királyné apai nagynénje (* 1473)
- 1565 – IV. Piusz pápa, (er. Giovanni Angelo Medici) (* 1499)
- 1641 – Sir Anthony van Dyck flamand festő (* 1599)
- 1669 – IX. Kelemen pápa (* 1600)
- 1767 – Benedetto Alfieri olasz építész  (* 1700)
- 1782 – Cserey Farkas bölcselettudor, udvari tanácsos és előadó (* 1719)
- 1814 – Joseph Bramah angol mérnök, a biztonsági zár, a vízöblítéses WC, a sörpalackozó gép feltalálója (* 1748)
- 1814 – Cervus Ádám magyar benedek rendi szerzetes (* 1732)
- 1868 – Balassa János magyar sebészorvos, egyetemi tanár (* 1814)
- 1874 – Reitter Ferenc magyar mérnök, az MTA lev. tagja (* 1813)
- 1891 – Kacskovics Lajos magyar gazdasági és politikai író, politikus, ügyvéd, az MTA tagja (* 1806)
- 1895 – Bereczki Máté magyar tudós, gyümölcsnemesítő (* 1824)
- 1906 – Ferdinand Brunetière francia író, kritikus, irodalomtörténész (* 1849)
- 1937 – Gustaf Dalén Nobel-díjas svéd mérnök, feltaláló (* 1869)
- 1950 – Tóth András magyar ügyvéd, országgyűlési képviselő (* 1892)
- 1970 – Artyom Ivanovics Mikojan örmény nemzetiségű szovjet repülőgéptervező mérnök (* 1905)
- 1981 – Chiovini Ferenc Munkácsy Mihály-díjas magyar festőművész (* 1899)
- 1981 – Bánky Róbert magyar színész, színházigazgató (* 1894)
- 1994 – Apró Antal magyar politikus, az illegális kommunista mozgalom tagja, állampárti vezető (* 1913)
- 1996 – Mary Leakey brit régész és antropológus, aki nevéhez köthető az első proconsul koponya megtalálása (* 1913)
- 1997 – Karl August Folkers amerikai biokémikus, biológus, a Q10 coenzim kutatója, a B12 vitamin izolálója (* 1906)
- 1998 – Hetés György magyar színész, szobrász, éremművész (* 1921)
- 2005 – Robert Sheckley amerikai sci-fi író (* 1928)
- 2008 – Váradi Zsuzsa magyar színésznő, rendező, előadóművész, dalszövegíró, szerkesztő  (* 1934)
- 2005 – György Sándor magyar zongoraművész (* 1912)
- 2009 – Zachar József magyar hadtörténész, egyetemi tanár (* 1943)
- 2012 – Abodi Nagy Béla magyar festőművész (* 1918)
- 2016 – Jászai László Jászai Mari-díjas magyar színművész (* 1935)
- 2019 – Marie Fredriksson svéd énekesnő, a Roxette együttes énekesnője (* 1958)
- 2019 – Varga Imre, Kossuth-díjas magyar szobrászművész, a nemzet művésze (* 1923)
- 2021 – Carmen Salinas mexikói színésznő (* 1939)

## Nemzeti ünnepek, emléknapok, világnapok
- Tanzánia: a függetlenség napja, Tanganyika függetlensége az Egyesült Királyságtól, 1961

→Sablonvita:Ünnepek/12-09:
- korrupcióellenes világnap (az ENSZ Korrupció Elleni Egyezményének 2005. decemberi hatályba lépése emlékére)[1]
- Szent Cuauhtlatoatzin Didák (Juan Diego Cuauhtlatoatzin), az első indián szent emléknapja a katolikus egyházban (a Guadalupei Szűzanya 1531-es első megjelenésének évfordulóján)[2]